# 海宝寺 (平塚市)

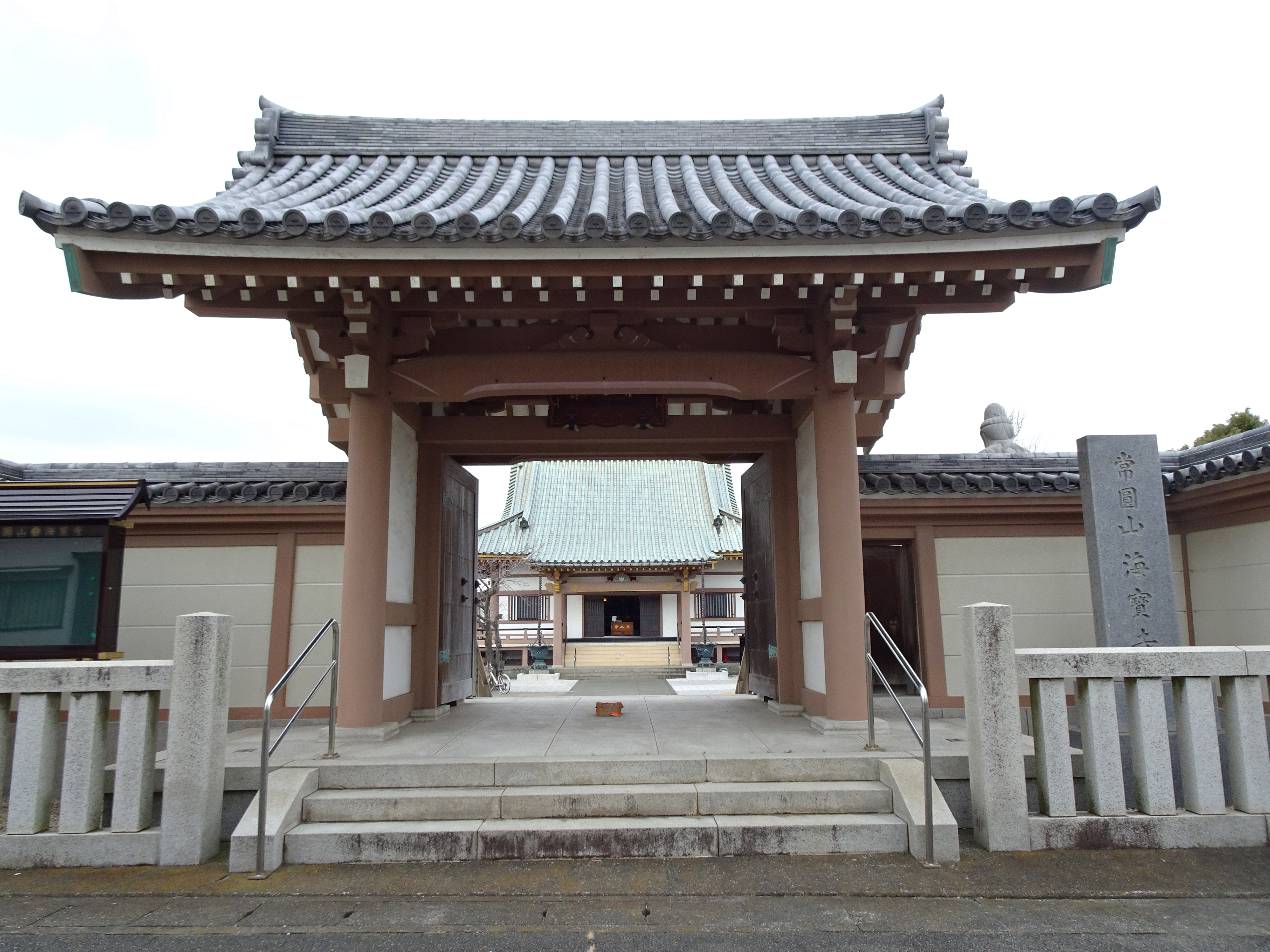
山門

海寳寺（かいほうじ）は、神奈川県平塚市にある浄土宗の寺院。相模新四国三十三観音霊場第16番札所である。

## 歴史
1579年（天正7年）、貞雲によって開山された。かつては狩野永徳作とされる雌雄の竜の天井画があった。周辺で火事が発生し、当寺に迫ると、この竜が水を噴き出して鎮火させたという。これゆえ、これまで火災の被害に遭ったことはなかった。しかし1945年（昭和20年）の平塚空襲には太刀打ちできず、天井画もろとも全焼してしまった。
当寺では、浄土宗の法要である十夜法要が執り行われており、鎌倉市の光明寺・東京都八王子市の大善寺と並ぶ「南関東三大十夜」と呼ばれていた。

## 交通アクセス
- 神奈中バス・札の辻停留所より徒歩1分。